# مارغو كوهن
مارغو كوهن (بالإنجليزية: Margo Cohen)‏ هي طبيبة أمريكية، ولدت في القرن العشرين.